# Chauvin (Louisiane)
Pour les articles homonymes, voir Chauvin.
Chauvin est une census-designated place située dans l'État américain de la Louisiane, au cœur de l'Acadiane à 208 kilomètres à l'ouest de La Nouvelle-Orléans. Elle fait partie de l'agglomération Houma - Bayou Cane, et l'ensemble urbain que constitue Chauvin est dans la paroisse de Terrebonne et compte près de 3 229 habitants (estimations du Bureau du Recensement des États-Unis, 2000).